# Boom Boom Kid
Boom Boom Kid é uma banda argentina de hardcore melódico, formada quando o vocalista da banda Fun People muda de nome e inicia um trabalho com novos objetivos.

## Álbuns de estudio
- Okey Dokey (2001)
- Smiles from Chapanoland (2004)
- Espontáneos Minutos De 2x2 Es 16 Odas Al Dada Tunes (2007)
- Wassabi (2007)
- Frisbee (2009)
- El disco del otoño (2017)
- El disco del invierno (2017)
- El disco de la primavera (2017)
- El disco del verano (2018)